# والتر میووس
والتر میووس (به انگلیسی: Walter Meeuws) بازیکن فوتبال اهل بلژیک و عضو تیم ملی فوتبال بلژیک است که در تاریخ ۲۶ ژانویه ۱۹۷۷ میلادی اولین بازی ملی‌اش را مقابل تیم ملی فوتبال ایتالیا انجام داد. او در ۴۵ بازی ملی حضور داشت و جمعاً ۴۰۲۷ دقیقه برای تیم ملی فوتبال بلژیک به میدان رفت. والتر میووس آخرین بازی ملی خود را در تاریخ ۲۹ فوریه ۱۹۸۴ میلادی در برابر تیم ملی فوتبال آلمان غربی انجام داد. وی در بازی‌های ملی‌اش گلی به ثمر نرساند.